# Apuka
L'Apuka (in russo Апука?), chiamato Apukvajam nell'alto corso (Апукваям), è un fiume della Russia estremo-orientale. Scorre nell'Oljutorskij rajon del Territorio della Kamčatka.

## Descrizione
Il fiume ha origine sull'altopiano dei Coriacchi dagli speroni settentrionali del monte Ledjanaja; scorre in direzione prevalentemente meridionale e sfocia nel golfo Oljutorskij in un estuario separato dal mare da un cordone litorale. Il fiume ha una lunghezza di 296 km, il bacino misura 13 600 km².
Nel corso superiore l'Apuka ha un carattere montuoso, nel corso medio e inferiore acquisisce le caratteristiche di un fiume piatto. Il canale si divide in diramazioni e canali e scorre in una pianura alluvionale. Nel corso inferiore, la valle è ampia e paludosa. Il congelamento inizia tra la fine di ottobre e l'inizio di novembre, dura in media 220-240 giorni. Lo spessore massimo del ghiaccio è di 110-120 cm. La deriva del ghiaccio inizia tra la fine di aprile e l'inizio di maggio.
Suo principale affluente, da sinistra, è l'Ačajvajam (lungo 112 km). Sulle rive del fiume si trovano i villaggi di Ačajvajam (alla confluenza con l'affluente) e Apuka (alla foce). La popolazione locale è impegnata nell'allevamento delle renne e nella pesca. Il salmone rosso, il salmone reale, il salmone keta e il salmone argentato risalgono il fiume per la deposizione delle uova.